# Amenemhet (Gaufürst)
Amenemhet (häufig benutzte Kurzform Ameny) war ein lokaler Gaufürst (im 16. oberägyptischen Gau Ma-hedj - m3-ḥḏ – oft falsch als Gazellengau bezeichnet, korrekter Säbelantilopengau) und Priestervorsteher, der unter Sesostris I. lebte und in Beni Hassan (Mittelägypten) ein großes dekoriertes Grab (BH2) hatte, in dem er wohl auch bestattet wurde.

## Familie
Seine Gemahlin war eine gewisse Hetepet, die sich selbst Tochter eines Fürsten und Hausherrin nannte. Sie entstammte also einer Familie eines lokalen Fürsten. Die Herkunft des Amenemhet ist nicht belegt.

## Grabkapelle

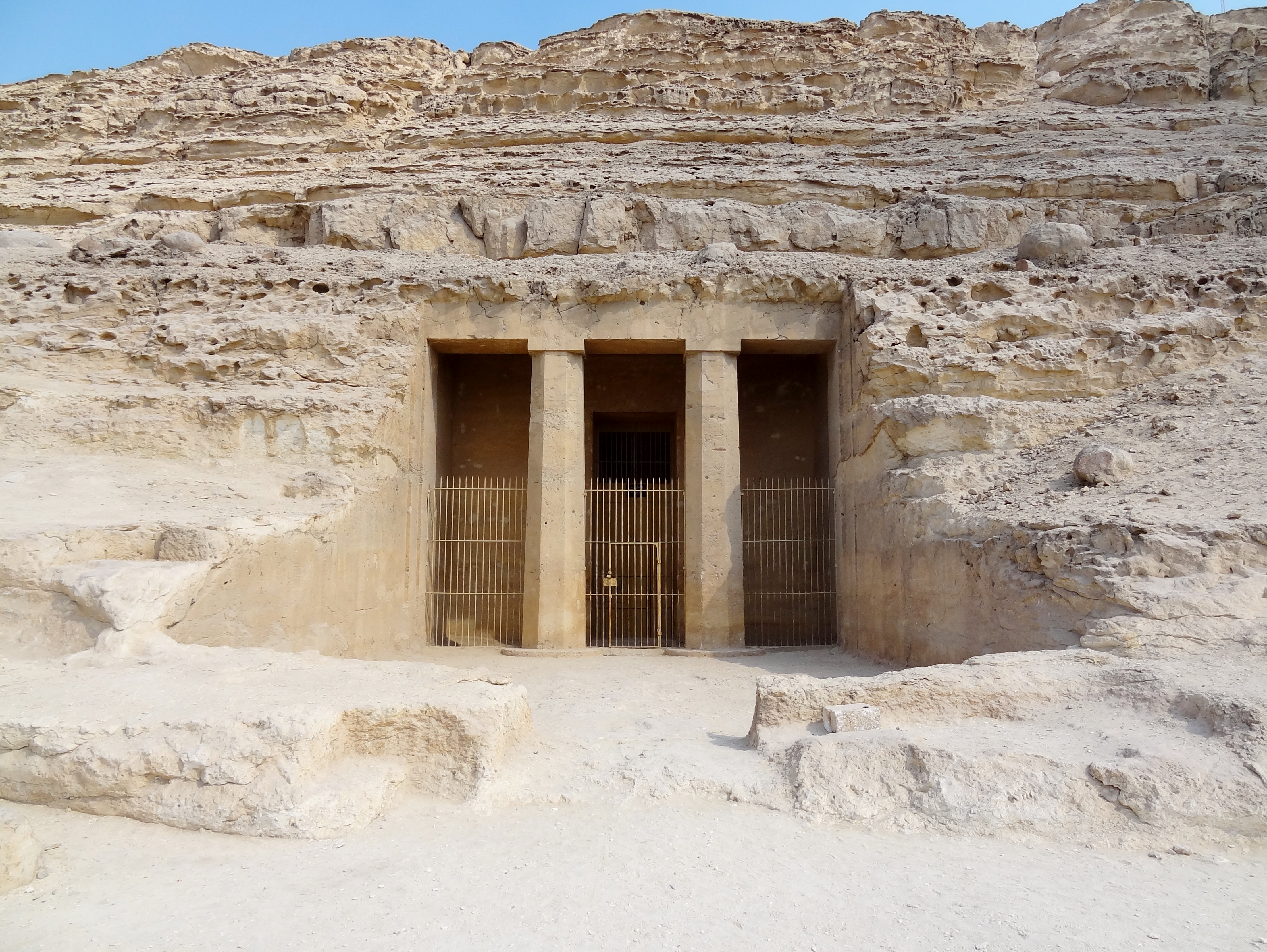
Grabkapelle des Amenemhet in Beni Hassan

Seine in den Fels gehauene Grabkapelle bestand aus einem großen Raum mit vier Säulen und einer Fassade, die mit zwei weiteren Säulen ausgestattet war. Im Hinterteil des Raumes befand sich eine kleine Kultnische. Der Hauptraum der Kapelle war reich ausgemalt. Besonders typisch für Gräber in Beni Hassan sind Darstellungen der Belagerung einer Festung und Reihen von Ringern, die vermutlich auf einem Übungsplatz dargestellt sind. Weitere Szenen im Grab sind die Abydosfahrt und Darstellungen zahlreicher Handwerker bei der Produktion und Bauern bei landwirtschaftlichen Tätigkeiten.
Historisch wertvoll ist eine längere biographische Inschrift in der Kapelle, die in das 43. Regierungsjahr von Sesostris I. datiert und dem 25. Amtsjahr von Amenemhet entspricht. Darin wird sowohl von einem Nubienfeldzug berichtet als auch von einer Mission, die zusammen mit dem Prinzen Ameny (wohl der spätere Amenemhet II.) durchgeführt wurde. Es wird zudem eine weitere Mission erwähnt, die über die Begleitung des Wesirs Sesostris Auskunft gibt. Der Bericht einer Hungersnot ist wohl historisch nachweisbar, da diese auch aus anderen Quellen belegt ist.